# Muzuca in Proconsulari
Muzuca in Proconsulari (łac. Diocesis Muzucensis in Proconsulari) – stolica historycznej diecezji w Cesarstwie rzymskim w prowincji Afryka Prokonsularna, sufragania metropolii Kartagina. Współcześnie w Tunezji. Obecnie katolickie biskupstwo tytularne.

## Biskupi tytularni
| Lp. | Biskup                | Funkcja                                                                          | Od               | Do                |
| --- | --------------------- | -------------------------------------------------------------------------------- | ---------------- | ----------------- |
| 1   | Serapio Bwemi Magambo | biskup pomocniczy Fort Portal (Uganda)                                           | 26 czerwca 1969  | 16 listopada 1972 |
| 2   | Godefroy-Emile Mpwati | emerytowany biskup Pointe-Noire (Kongo)                                          | 1 września 1988  | 10 sierpnia 1995  |
| 3   | Jean Sommeng Vorachak | wikariusz apostolski Savannakhet (Laos)                                          | 21 kwietnia 1997 | 14 lipca 2009     |
| 4   | Celmo Lazzari         | wikariusz apostolski San Miguel de Sucumbíos wikariusz apostolski Napo (Ekwador) | 11 czerwca 2010  |                   |